# Tovomitopsis cuneata
Tovomitopsis cuneata là một loài thực vật có hoa trong họ Bứa. Loài này được Planch. & Linden miêu tả khoa học đầu tiên năm 1860.